# Polyphonia
Polyphonia è un balletto in un atto coreografato da Christopher Wheeldon su musiche di György Ligeti, costumi disegnati da Holly Hynes, creato per il New York City Ballet. È stato presentato in anteprima il 4 gennaio 2001 al New York State Theatre. È considerato la svolta di Wheeldon, e ha vinto il Laurence Olivier Award per la migliore nuova produzione di danza nel 2003.

## Produzione
Eseguito dal New York City Ballet, Polyphonia ha debuttato il 4 gennaio 2001 al New York State Theatre. È stata la prima premiere della stagione invernale dell'azienda. 
Polyphonia è il primo balletto creato da Wheeldon dopo essere diventato artista residente presso il New York City Ballet e ritirarsi dalla danza. È senza trama, descritto da Wheeldon come "romantico con colpi di scena comici", e ha detto che è stato ispirato dalle opere di Norman Morrice, sebbene i revisori abbiano notato che include anche un omaggio a Sir Frederick Ashton e George Balanchine, in particolare i "balletti di body" di quest'ultimo. Il titolo è un riferimento alla micropolifonia, una sorta di struttura musicale polifonica sviluppata da György Ligeti, la cui musica è usata in questo balletto.
Il cast comprende quattro uomini e quattro donne, tra cui Wendy Whelan, che ha continuato a creare altri 12 ruoli per Wheeldon, ed è diventata la sua collaboratrice più frequente fino a quando non si è ritirata dal New York City Ballet nel 2014. In seguito ha accreditato di aver lavorato con Wheeldon su Polyphonia per averla aiutata "cominciò a trovarsi come ballerina", e Wheeldon disse che Whelan "mi lanciò come coreografo".

## Altre compagnie e revival
Nel 2002, Polyphonia ha debuttato a Londra, ballato dal gruppo di Benjamin Millepied Danses Concertantes, composto da ballerini del New York City Ballet, al Sadler's Wells Theatre. 
Nel 2003 Laurence Olivier Awards, la produzione ha vinto la migliore nuova produzione di danza, e Wheeldon è stato anche nominato per Outstanding Achievement in Dance per la coreografia di Polyphonia e Tryst. Il Royal Ballet, dove aveva ballato anche Wheeldon, e il San Francisco Ballet hanno debuttato con Polyphonia nel 2003. Anche la compagnia di Wheeldon, la Morphoses / The Wheeldon Company, aveva ballato Polyphonia, con un cast composto da ballerini del New York City Ballet, ad eccezione della quindicenne Beatriz Stix-Brunell, in seguito diventata prima solista del Royal Ballet. 
Nel 2015, Polyphonia è diventata la prima opera di Wheeldon eseguita dal Balletto dell'Opera di Parigi, come parte di un progetto di legge misto in onore del 90º compleanno di Pierre Boulez, un direttore e compositore che conosceva Ligeti. Altre compagnie che lo avevano ballato includono Boston Ballet, The Washington Ballet e Miami City Ballet.

## Musica
Polyphonia è impostato sulla musica di György Ligeti, tra cui:
- Désordre and Arc-en-ciel from Études pour piano, premier livre
- No. 4 Tempo di Valse, No. 8 Vivace energico, No. 7 Cantabile molto legato, No. 3 Allegro con spirito and No. 2 Mesto, rigido e cerimoniale from Musica ricercata
- Invention
- Three Wedding Dances
- Capriccio No. 2 from Due capricci